# Sylwia Korzeniowska
Sylwia Chirat-Korzeniowska (ur. 25 kwietnia 1980 w Tarnobrzegu) – lekkoatletka specjalizująca się w chodzie sportowym, która do 2010 roku reprezentowała Polskę, a następnie Francję.

## Kariera
W 2001 roku zajęła 11. miejsce w chodzie na 10 kilometrów podczas uniwersjady oraz uplasowała się na piątej pozycji w chodzie na 20 kilometrów na młodzieżowych mistrzostwach Europy. Wystąpiła na igrzyskach olimpijskich w Atenach w roku 2004, gdzie w konkurencji chodu na dystansie 20 km zajęła 21. miejsce. W roku 2006 reprezentowała Polskę na mistrzostwach Europy w Göteborgu, zajmując 7. miejsce, ustanawiając nowy rekord Polski w chodzie na 20 kilometrów wynikiem 1:30:31 (wynik ten poprawiła w 2012 Paulina Buziak). Startowała na igrzyskach olimpijskich w Pekinie zajmując 21. miejsce. W 2010 roku zmieniła obywatelstwo z polskiego na francuskie i od czerwca 2011 roku mogła reprezentować Francję w zawodach międzynarodowych.
Wielokrotna mistrzyni Francji i Polski.
Jest młodszą siostrą Roberta Korzeniowskiego, czterokrotnego mistrza olimpijskiego, który był jej trenerem. Na co dzień mieszka we Francji, reprezentuje klub Tourcoing.

## Osiągnięcia
| Rok  | Impreza                           | Miejsce              | Konkurencja   | Lokata      | Wynik   | Reprezentacja |
| ---- | --------------------------------- | -------------------- | ------------- | ----------- | ------- | ------------- |
| 2001 | Puchar Europy w chodzie sportowym | Dudince              | chód na 20 km | 36. miejsce | 1:39:02 | Polska        |
| 2001 | Młodzieżowe mistrzostwa Europy    | Amsterdam            | chód na 20 km | 5. miejsce  | 1:32:47 | Polska        |
| 2001 | Uniwersjada                       | Pekin                | chód na 10 km | 11. miejsce | 47:54   | Polska        |
| 2002 | Puchar świata w chodzie sportowym | Turyn                | chód na 20 km | 42. miejsce | 1:39:18 | Polska        |
| 2003 | Puchar Europy w chodzie sportowym | Czeboksary           | chód na 20 km | 28. miejsce | 1:34:43 | Polska        |
| 2004 | Puchar świata w chodzie sportowym | Naumburg (Saale)     | chód na 20 km | 24. miejsce | 1:31:30 | Polska        |
| 2004 | Igrzyska olimpijskie              | Ateny                | chód na 20 km | 21. miejsce | 1:33:06 | Polska        |
| 2006 | Puchar świata w chodzie sportowym | A Coruña             | chód na 20 km | 15. miejsce | 1:31:16 | Polska        |
| 2006 | Mistrzostwa Europy                | Göteborg             | chód na 20 km | 7. miejsce  | 1:30:31 | Polska        |
| 2007 | Puchar Europy w chodzie sportowym | Royal Leamington Spa | chód na 20 km | 16. miejsce | 1:32:47 | Polska        |
| 2007 | Mistrzostwa świata                | Osaka                | chód na 20 km | 23. miejsce | 1:37:38 | Polska        |
| 2008 | Igrzyska olimpijskie              | Pekin                | chód na 20 km | 20. miejsce | 1:31:19 | Polska        |
| 2012 | Puchar świata w chodzie sportowym | Sarańsk              | chód na 20 km | 34. miejsce | 1:36:53 | Francja       |